# Chonville-Malaumont
Chonville-Malaumont település Franciaországban, Meuse megyében. Lakosainak száma 204 fő (2022. január 1.). Chonville-Malaumont Commercy, Erneville-aux-Bois, Grimaucourt-près-Sampigny, Lérouville, Saint-Aubin-sur-Aire, Saulvaux és Vadonville községekkel határos.

## Népesség
A település népességének változása:
| Lakosok száma | 177  | 171  | 178  | 162  | 194  | 212  | 212  | 206  | 205  | 204  |
|               | 1968 | 1982 | 1990 | 2006 | 2013 | 2015 | 2017 | 2019 | 2020 | 2022 |